# Championnat d'Europe féminin de football des moins de 17 ans 2012
Cet article traite de l'épreuve féminine. Pour la compétition masculine, voir Championnat d'Europe de football des moins de 17 ans 2012.
Navigation
Édition 2011 Édition 2013
La 5e édition du Championnat d'Europe de football féminin des moins de 17 ans  est un tournoi de football féminin qui s'est déroulé en Suisse du 26 au 29 juin 2012.
La France et l'Allemagne, étant finalistes, sont qualifiés pour la coupe du monde de football féminin des moins de 17 ans 2012 en Azerbaïdjan.

## Tour de qualification
Les premiers de chaque groupe ainsi que les quatre meilleurs deuxièmes sont qualifiés pour le second tour de qualification.
Les 14 qualifiés rejoignent l'Allemagne et les Pays-Bas, qualifiés d'office pour le deuxième tour au titre de meilleures nations européennes.
L'équipe du pays hôte est indiquée en italique.

### Groupe 1
| Rang | Équipe   | Pts | J | G | N | P | Bp | Bc | Diff |  | Résultats (▼ dom., ► ext.) |  |     |      |      |
| ---- | -------- | --- | - | - | - | - | -- | -- | ---- |  | -------------------------- |  | --- | ---- | ---- |
| 1    | Suisse   | 9   | 3 | 3 | 0 | 0 | 33 | 2  | +31  |  | Suisse                     |  | 2-1 | 15-0 | 17-1 |
| 2    | Pologne  | 6   | 3 | 2 | 0 | 1 | 19 | 2  | +17  |  | Pologne                    |  |     | 6-0  | 12-0 |
| 3    | Lettonie | 3   | 3 | 1 | 0 | 2 | 1  | 21 | -20  |  | Lettonie                   |  |     |      | 1-0  |
| 4    | Géorgie  | 0   | 3 | 0 | 0 | 3 | 1  | 30 | -29  |  | Géorgie                    |  |     |      |      |

### Groupe 2
| Rang | Équipe            | Pts | J | G | N | P | Bp | Bc | Diff |  | Résultats (▼ dom., ► ext.) |  |     |     |     |
| ---- | ----------------- | --- | - | - | - | - | -- | -- | ---- |  | -------------------------- |  | --- | --- | --- |
| 1    | Irlande           | 7   | 3 | 2 | 1 | 0 | 10 | 3  | +7   |  | Irlande                    |  | 3-2 | 1-1 | 6-0 |
| 2    | Roumanie          | 6   | 3 | 2 | 0 | 1 | 11 | 6  | +5   |  | Roumanie                   |  |     | 3-2 | 6-1 |
| 3    | Italie            | 4   | 3 | 1 | 1 | 1 | 9  | 4  | +5   |  | Italie                     |  |     |     | 6-0 |
| 4    | Macédoine du Nord | 0   | 3 | 0 | 0 | 3 | 1  | 18 | -17  |  | Macédoine du Nord          |  |     |     |     |

### Groupe 3
| Rang | Équipe   | Pts | J | G | N | P | Bp | Bc | Diff |  | Résultats (▼ dom., ► ext.) |  |     |     |      |
| ---- | -------- | --- | - | - | - | - | -- | -- | ---- |  | -------------------------- |  | --- | --- | ---- |
| 1    | Suède    | 9   | 3 | 3 | 0 | 0 | 21 | 0  | +21  |  | Suède                      |  | 5-0 | 6-0 | 10-0 |
| 2    | Hongrie  | 6   | 3 | 2 | 0 | 1 | 7  | 5  | +2   |  | Hongrie                    |  |     | 3-0 | 4-0  |
| 3    | Croatie  | 1   | 3 | 0 | 1 | 2 | 2  | 12 | -10  |  | Croatie                    |  |     |     | 2-2  |
| 4    | Bulgarie | 1   | 3 | 0 | 1 | 2 | 2  | 15 | -13  |  | Bulgarie                   |  |     |     |      |

### Groupe 4
| Rang | Équipe   | Pts | J | G | N | P | Bp | Bc | Diff |  | Résultats (▼ dom., ► ext.) |  |     |     |      |
| ---- | -------- | --- | - | - | - | - | -- | -- | ---- |  | -------------------------- |  | --- | --- | ---- |
| 1    | Norvège  | 9   | 3 | 3 | 0 | 0 | 17 | 1  | +16  |  | Norvège                    |  | 2-0 | 4-1 | 11-0 |
| 2    | Russie   | 6   | 3 | 2 | 0 | 1 | 8  | 4  | +4   |  | Russie                     |  |     | 4-2 | 2-0  |
| 3    | Slovénie | 3   | 3 | 1 | 0 | 2 | 7  | 8  | -1   |  | Slovénie                   |  |     |     | 4-0  |
| 4    | Lituanie | 0   | 3 | 0 | 0 | 3 | 0  | 17 | -17  |  | Lituanie                   |  |     |     |      |

### Groupe 5
| Rang | Équipe         | Pts | J | G | N | P | Bp | Bc | Diff |  | Résultats (▼ dom., ► ext.) |  |     |     |      |
| ---- | -------------- | --- | - | - | - | - | -- | -- | ---- |  | -------------------------- |  | --- | --- | ---- |
| 1    | France         | 9   | 3 | 3 | 0 | 0 | 23 | 1  | +22  |  | France                     |  | 5-0 | 8-1 | 10-0 |
| 2    | Pays de Galles | 3   | 3 | 1 | 0 | 2 | 1  | 6  | -5   |  | Pays de Galles             |  |     | 0-1 | 1-0  |
| 3    | Moldavie       | 3   | 3 | 1 | 0 | 2 | 2  | 9  | -7   |  | Moldavie                   |  |     |     | 0-1  |
| 4    | Îles Féroé     | 3   | 3 | 1 | 0 | 2 | 1  | 11 | -10  |  | Îles Féroé                 |  |     |     |      |

### Groupe 6
| Rang | Équipe          | Pts | J | G | N | P | Bp | Bc | Diff |  | Résultats (▼ dom., ► ext.) |  |     |     |     |
| ---- | --------------- | --- | - | - | - | - | -- | -- | ---- |  | -------------------------- |  | --- | --- | --- |
| 1    | Angleterre      | 9   | 3 | 3 | 0 | 0 | 10 | 4  | +6   |  | Angleterre                 |  | 4-2 | 4-1 | 2-1 |
| 2    | Finlande        | 6   | 3 | 2 | 0 | 1 | 13 | 6  | +7   |  | Finlande                   |  |     | 7-0 | 4-2 |
| 3    | Israël          | 3   | 3 | 1 | 0 | 2 | 3  | 12 | -9   |  | Israël                     |  |     |     | 2-1 |
| 4    | Irlande du Nord | 0   | 3 | 0 | 0 | 3 | 4  | 8  | -4   |  | Irlande du Nord            |  |     |     |     |

### Groupe 7
| Rang | Équipe   | Pts | J | G | N | P | Bp | Bc | Diff |  | Résultats (▼ dom., ► ext.) |  |     |     |     |
| ---- | -------- | --- | - | - | - | - | -- | -- | ---- |  | -------------------------- |  | --- | --- | --- |
| 1    | Danemark | 7   | 3 | 2 | 1 | 0 | 11 | 3  | +8   |  | Danemark                   |  | 2-2 | 3-1 | 6-0 |
| 2    | Serbie   | 7   | 3 | 2 | 1 | 0 | 9  | 5  | +4   |  | Serbie                     |  |     | 4-3 | 3-0 |
| 3    | Turquie  | 3   | 3 | 1 | 0 | 2 | 6  | 7  | -1   |  | Turquie                    |  |     |     | 2-0 |
| 4    | Grèce    | 0   | 3 | 0 | 0 | 3 | 0  | 11 | -11  |  | Grèce                      |  |     |     |     |

### Groupe 8
| Rang | Équipe      | Pts | J | G | N | P | Bp | Bc | Diff |  | Résultats (▼ dom., ► ext.) |  |     |     |     |
| ---- | ----------- | --- | - | - | - | - | -- | -- | ---- |  | -------------------------- |  | --- | --- | --- |
| 1    | Belgique    | 7   | 3 | 2 | 1 | 0 | 12 | 0  | +12  |  | Belgique                   |  | 0-0 | 4-0 | 8-0 |
| 2    | Tchéquie    | 7   | 3 | 2 | 1 | 0 | 11 | 0  | +11  |  | Tchéquie                   |  |     | 5-0 | 6-0 |
| 3    | Biélorussie | 3   | 3 | 1 | 0 | 2 | 4  | 9  | -5   |  | Biélorussie                |  |     |     | 4-0 |
| 4    | Estonie     | 0   | 3 | 0 | 0 | 3 | 0  | 18 | -18  |  | Estonie                    |  |     |     |     |

### Groupe 9
| Rang | Équipe             | Pts | J | G | N | P | Bp | Bc | Diff |  | Résultats (▼ dom., ► ext.) |  |     |     |     |
| ---- | ------------------ | --- | - | - | - | - | -- | -- | ---- |  | -------------------------- |  | --- | --- | --- |
| 1    | Espagne            | 9   | 3 | 3 | 0 | 0 | 20 | 0  | +20  |  | Espagne                    |  | 6-0 | 7-0 | 7-0 |
| 2    | Bosnie-Herzégovine | 6   | 3 | 2 | 0 | 1 | 5  | 8  | -3   |  | Bosnie-Herzégovine         |  |     | 3-1 | 2-1 |
| 3    | Ukraine            | 3   | 3 | 1 | 0 | 2 | 4  | 10 | -6   |  | Ukraine                    |  |     |     | 3-0 |
| 4    | Azerbaïdjan        | 0   | 3 | 0 | 0 | 3 | 1  | 12 | -11  |  | Azerbaïdjan                |  |     |     |     |

### Groupe 10
| Rang | Équipe     | Pts | J | G | N | P | Bp | Bc | Diff |  | Résultats (▼ dom., ► ext.) |  |     |     |      |
| ---- | ---------- | --- | - | - | - | - | -- | -- | ---- |  | -------------------------- |  | --- | --- | ---- |
| 1    | Islande    | 7   | 3 | 2 | 1 | 0 | 7  | 3  | +4   |  | Islande                    |  | 2-2 | 2-1 | 3-0  |
| 2    | Écosse     | 5   | 3 | 1 | 2 | 0 | 6  | 3  | +3   |  | Écosse                     |  |     | 1-1 | 3-0  |
| 3    | Autriche   | 4   | 3 | 1 | 1 | 1 | 13 | 3  | +10  |  | Autriche                   |  |     |     | 11-0 |
| 4    | Kazakhstan | 0   | 3 | 0 | 0 | 3 | 0  | 17 | -17  |  | Kazakhstan                 |  |     |     |      |

### Classement des meilleurs deuxièmes
Sont pris en compte les résultats contre le premier et le troisième du groupe. Les quatre meilleurs deuxièmes se qualifient pour le Tour Élite.
| Rang | Équipe             | Pts | J | G | N | P | Bp | Bc | Diff |
| ---- | ------------------ | --- | - | - | - | - | -- | -- | ---- |
| 1    | Tchéquie           | 4   | 2 | 1 | 1 | 0 | 5  | 0  | +5   |
| 2    | Serbie             | 4   | 2 | 1 | 1 | 0 | 6  | 5  | +1   |
| 3    | Finlande           | 3   | 2 | 1 | 0 | 1 | 9  | 4  | +5   |
| 4    | Pologne            | 3   | 2 | 1 | 0 | 1 | 7  | 2  | +5   |
| 5    | Russie             | 3   | 2 | 1 | 0 | 1 | 6  | 4  | +2   |
| 6    | Roumanie           | 3   | 2 | 1 | 0 | 1 | 5  | 5  | 0    |
| 7    | Bosnie-Herzégovine | 3   | 2 | 1 | 0 | 1 | 3  | 4  | -1   |
| 8    | Hongrie            | 3   | 2 | 1 | 0 | 1 | 3  | 5  | -2   |
| 9    | Écosse             | 2   | 2 | 0 | 2 | 0 | 3  | 3  | 0    |
| 10   | Pays de Galles     | 0   | 2 | 0 | 0 | 2 | 0  | 6  | -6   |

## Tour Elite
Le tirage a lieu le 15 novembre 2011 à Nyon, au siège de l'UEFA. Quatre groupes de quatre équipes sont constitués, les premiers de chaque poule se qualifiant pour la phase finale en Suisse du 26 au 29 juin 2012.
Les équipes : 
- Allemagne
- Angleterre
- Belgique
- Danemark
- Espagne
- Irlande
- France
- Finlande
- Norvège
- Pays-Bas
- Pologne
- Tchéquie
- Islande
- Serbie
- Suède
- Suisse

L'équipe du pays hôte est indiquée en italique.

### Groupe 1
| Rang | Équipe     | Pts | J | G | N | P | Bp | Bc | Diff |  | Résultats (▼ dom., ► ext.) |  |     |     |     |
| ---- | ---------- | --- | - | - | - | - | -- | -- | ---- |  | -------------------------- |  | --- | --- | --- |
| 1    | Suisse     | 7   | 3 | 2 | 1 | 0 | 5  | 3  | +2   |  | Suisse                     |  | 1-0 | 1-0 | 3-3 |
| 2    | Islande    | 6   | 3 | 2 | 0 | 1 | 4  | 2  | +2   |  | Islande                    |  |     | 1-0 | 3-1 |
| 3    | Angleterre | 3   | 3 | 1 | 0 | 2 | 1  | 2  | -1   |  | Angleterre                 |  |     |     | 1-0 |
| 4    | Belgique   | 1   | 3 | 0 | 0 | 3 | 4  | 7  | -3   |  | Belgique                   |  |     |     |     |

### Groupe 2
| Rang | Équipe  | Pts | J | G | N | P | Bp | Bc | Diff |  | Résultats (▼ dom., ► ext.) |  |     |     |     |
| ---- | ------- | --- | - | - | - | - | -- | -- | ---- |  | -------------------------- |  | --- | --- | --- |
| 1    | France  | 9   | 3 | 3 | 0 | 0 | 12 | 0  | +12  |  | France                     |  | 4-0 | 4-0 | 4-0 |
| 2    | Norvège | 6   | 3 | 2 | 0 | 1 | 3  | 4  | -1   |  | Norvège                    |  |     | 2-0 | 1-0 |
| 3    | Irlande | 3   | 3 | 1 | 0 | 2 | 1  | 6  | -5   |  | Irlande                    |  |     |     | 1-0 |
| 4    | Pologne | 0   | 3 | 0 | 0 | 3 | 0  | 6  | -6   |  | Pologne                    |  |     |     |     |

### Groupe 3
| Rang | Équipe   | Pts | J | G | N | P | Bp | Bc | Diff |  | Résultats (▼ dom., ► ext.) |  |     |     |     |
| ---- | -------- | --- | - | - | - | - | -- | -- | ---- |  | -------------------------- |  | --- | --- | --- |
| 1    | Danemark | 7   | 3 | 2 | 1 | 0 | 5  | 1  | +4   |  | Danemark                   |  | 0-0 | 2-1 | 3-0 |
| 2    | Suède    | 4   | 3 | 1 | 1 | 1 | 4  | 4  | 0    |  | Suède                      |  |     | 1-2 | 3-2 |
| 3    | Pays-Bas | 3   | 3 | 1 | 0 | 2 | 4  | 3  | +1   |  | Pays-Bas                   |  |     |     | 1-2 |
| 4    | Finlande | 3   | 3 | 1 | 0 | 2 | 4  | 7  | -3   |  | Finlande                   |  |     |     |     |

### Groupe 4
| Rang | Équipe    | Pts | J | G | N | P | Bp | Bc | Diff |  | Résultats (▼ dom., ► ext.) |  |     |     |     |
| ---- | --------- | --- | - | - | - | - | -- | -- | ---- |  | -------------------------- |  | --- | --- | --- |
| 1    | Allemagne | 9   | 3 | 3 | 0 | 0 | 9  | 0  | +9   |  | Allemagne                  |  | 3-0 | 2-0 | 4-0 |
| 2    | Espagne   | 6   | 3 | 2 | 0 | 1 | 9  | 5  | +4   |  | Espagne                    |  |     | 2-0 | 7-2 |
| 3    | Tchéquie  | 1   | 3 | 0 | 1 | 2 | 2  | 6  | -4   |  | Tchéquie                   |  |     |     | 2-2 |
| 4    | Serbie    | 1   | 3 | 0 | 1 | 2 | 4  | 13 | -9   |  | Serbie                     |  |     |     |     |

## Tournoi Final

### Demi-finales
| 26 juin 2012 11h00 | France                                                                   | 5 - 1 | Suisse     |                                    |                                    |
|                    | Toletti 14e · Blanchard 19e · Cousin 40e · Diani 52e · Karchouni 80 + 4e |       | Pulver 13e | Spectateurs : 900 Arbitrage : Sørø | Spectateurs : 900 Arbitrage : Sørø |
|                    | Rapport                                                                  |       |            | Spectateurs : 900 Arbitrage : Sørø | Spectateurs : 900 Arbitrage : Sørø |

| 26 juin 2012 15h00 | Danemark | 0 - 2 | Allemagne            |                                      |                                      |
|                    |          |       | Bremer 71e · Däbritz | Spectateurs : 400 Arbitrage : Rayner | Spectateurs : 400 Arbitrage : Rayner |
|                    | Rapport  |       |                      | Spectateurs : 400 Arbitrage : Rayner | Spectateurs : 400 Arbitrage : Rayner |

### Match pour la3eplace
| 29 juin 2012 11h00 | Suisse | 0 - 0 Pen 4 - 5 | Danemark |                                  |
|                    |        |                 |          | Spectateurs : - Arbitrage : Sørø |

### Finale
| 29 juin 2012 15h00 | France    | 1 - 1 Pen 3 - 4 | Allemagne  |                                    |                                    |
|                    | Diani 57e |                 | Bremer 67e | Spectateurs : - Arbitrage : Rayner | Spectateurs : - Arbitrage : Rayner |
|                    | Rapport   |                 |            | Spectateurs : - Arbitrage : Rayner | Spectateurs : - Arbitrage : Rayner |

| Champion d'Europe de football féminin des moins de 17 ans |

## Statistiques

### Classement général
| Place              | Équipes du tour final | Stade                               |
| ------------------ | --------------------- | ----------------------------------- |
| Médaille d'or      | Allemagne             | Vainqueur                           |
| Médaille d'argent  | France                | Finaliste                           |
| Médaille de bronze | Danemark              | Vainqueur du match pour la 3e place |
| 4                  | Suisse                | Perdant du match pour la 3e place   |

### Buteurs
Dernière mise à jour : le 2 juillet 2012, 3 jours après la finale.
| Place              | Joueur            | Buts | Temps de jeu |
| ------------------ | ----------------- | ---- | ------------ |
| Médaille d'or      | Pauline Bremer    | 2    | 98           |
| Médaille d'argent  | Kadidiatou Diani  | 2    | 160          |
| Médaille de bronze | Pauline Cousin    | 2    | 127          |
| 4                  | Laura Blanchard   | 1    | 133          |
| 5                  | Carmen Pulver     | 1    | 145          |
| 6                  | Sara Däbritz      | 1    | 160          |
| 6                  | Ghoutia Karchouni | 1    | 160          |
| 6                  | Sandie Toletti    | 1    | 160          |